# Le Turc en Italie
Il Turco in Italia

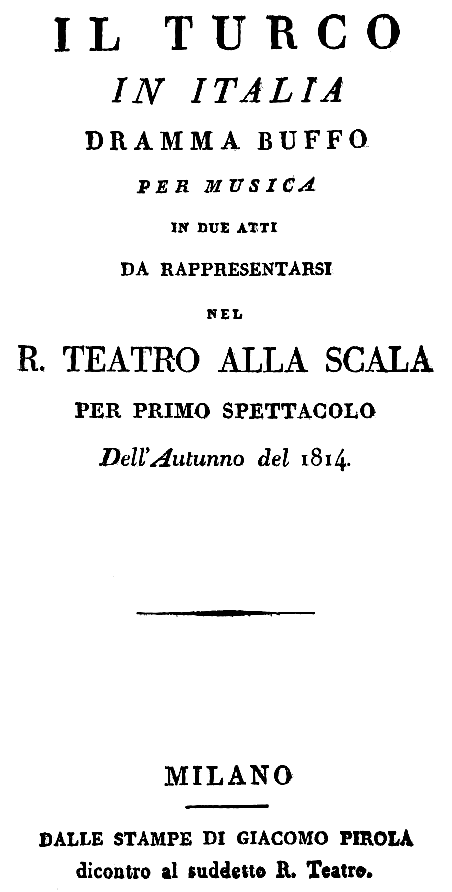
Couverture du livret - Milan, 1814

Le Turc en Italie (Il turco in Italia en italien) est un opéra bouffe italien en deux actes de Gioachino Rossini, livret de Felice Romani, créé au théâtre de la Scala à Milan le 14 août 1814.
Composé peu après L'italiana in Algeri (L'Italienne à Alger), le public crut y voir une seconde version de l’Italienne. Cependant, la musique du Turc en Italie n'a pas été empruntée à une autre œuvre, comme Rossini en avait alors l'habitude. En revanche, plus tard, il réutilisera le début de l'ouverture pour son opera seria Otello.

## Argument
Un riche Turc, Selim, est aimé à la fois de Zaida, une bohémienne jalouse, et de Fiorilla, une Italienne capricieuse.

## Distribution (lors de la création)
| Personnage                         | Voix          | Lors de la création 14 août 1814 (chef d'orchestre Alessandro Rolla) |
| ---------------------------------- | ------------- | -------------------------------------------------------------------- |
| Selim, turc                        | basse         | Filippo Galli                                                        |
| Donna Fiorilla, jeune napolitaine  | soprano       | Francesca Maffei Festa                                               |
| Don Geronio, son mari              | basse         | Luigi Pacini (ca)                                                    |
| Don Narciso, soupirant de Fiorilla | ténor         | Giovanni David                                                       |
| Prosdocimo, poète                  | baryton       | Pietro Vasoli                                                        |
| Zaida, bohémienne                  | mezzo-soprano | Adelaide Carpano                                                     |
| Albazar, turc                      | ténor         | Gaetano Pozzi                                                        |

## Instrumentation
2 flutes / 2 piccolos, 2 hautbois,  2 clarinettes, 2 bassons,  2 cors, 2 trompettes, 1 trombone, timbales, grosse caisse, cordes.
Les récitatifs secs sont accompagnés au piano (au violoncelle et à la contrebasse ad libitum).

## Analyse
Si les airs de Fiorilla sont exceptionnels de virtuosité, aucune mélodie ou ensemble de l'œuvre ne sont passés à la postérité, hormis quelques passages de l'ouverture. L'œuvre n'a pas été représentée en Italie entre 1855 et 1950.

## Discographie sélective
- 1954 : Maria Callas (Fiorilla),  Nicola Rossi-Lemeni (Selim), Mariano Stabile (Prosdocimo), Franco Calabrese (Don Geronio), Nicolai Gedda (Narciso), Chœur et orchestre de la Scala, direction musicale Gianandrea Gavazzeni (EMI)
- 1981 : Montserrat Caballé (Fiorilla),  Samuel Ramey (Selim), Jane Berbié (Zaida), Leo Nucci (Prosdocimo), Enzo Dara (Don Geronio), Ernesto Palacio (Narciso), Paolo Barbacini (Albazar), Ambrosian singers et National Philharmonic Orchestra, direction musicale Riccardo Chailly (CBS)
- 1991 : Sumi Jo (Fiorilla),  Simone Alaimo (Selim), Susanne Mentzer (Zaida), Alessandro Corbelli (Prosdocimo), Enrico Fissore (Don Geronio), Raùl Gimenez (Narciso),  Peter Bonder (Albazar), Ambrosian singers et Academ of St-Martin-in-the-Fields, direction musicale Neville Marriner (Philips Classics)
- 1998 : Cecilia Bartoli[2] (Fiorilla),  Michele Pertusi (Selim), Laura Polverelli (Zaida), Roberto de Candia (Prosdocimo), Alessandro Corbelli (Don Geronio), Ramon Vargas (Narciso), Francesco Piccoli (Albazar), Chœur et orchestre de la Scala, direction musicale Riccardo Chailly (Decca)